# Salvatore Amitrano
Salvatore Amitrano (født 3. december 1975 i Castellammare di Stabia) er en italiensk tidligere roer og dobbelt europamester.
Amitrano roede i forskellige bådtyper gennem sin karriere, og hans første store resultat kom, da han var med i den italienske letvægtsotter, der vandt VM-bronze i 1994 og 1995. Fra 1998 koncentrerede han sig om letvægtsfireren, og i denne blev han nummer fire ved VM i 1999, en placering båden også opnåede ved OL 2000 i Sidney.
Han roede i letvægtsfireren i den periode, hvor den danske "Guldfirer" dominerede klassen, og da italienerne vandt VM-sølv i 2002, var det netop efter danskerne, og året efter vandt italienerne VM-bronze, hvor danskerne igen vandt konkurrencen.
Amitrano deltog sammen med Lorenzo Bertini, Catello Amarante og Bruno Mascarenhas (der også havde været med i årene forinden) ved OL 2004 i Athen. Italienerne blev nummer to i deres indledende heat (efter Danmark) og vandt derpå deres semifinale. I finalen var Danmark endnu engang hurtigst, mens Australien blev nummer to og italienerne nummer tre.
Ved VM i 2005 roede Amitrano letvægtstoer og var i denne båd med til at vinde VM-bronze, men i 2007 var han tilbage i letvægtsfireren, der vandt VM-bronze og guld ved det første EM. Han roede også letvægtsfirer ved OL 2008 i Beijing, hvor italienerne vandt B-finalen og dermed blev nummer syv. Senere samme år genvandt de EM-guldet. Han indstillede sin karriere ved sæsonens afslutning dette år.

## OL-medaljer
- 2004:  Bronze i letvægtsfirer